# Javier Yubero
Francisco Javier Yubero Solanilla (Irún, 21 de enero de 1972 - San Sebastián, 22 de septiembre de 2005) fue un futbolista español. Jugó de portero y su primer equipo fue Real Sociedad. 
Debutó en la Primera división española con la Real Sociedad el 7 de junio de 1992, en un partido contra el RCD Espanyol después de tres temporadas en el filial blanquiazul.
Después, jugó con el Real Betis, Club Polideportivo Mérida, SD Eibar (tres campañas), Rayo Vallecano, siempre en Segunda División.
El jugador pasó muy mal sus últimos años ya que le detectaron un cáncer de hígado y páncreas.
A comienzos del 2003 fichó por el Torredonjimeno CF de Segunda B, pero a las pocas semanas tuvo que abandonar el mundo del fútbol.
El 22 de septiembre de 2005 fallece a la edad de 33 años tras serle diagnosticado un cáncer de páncreas.

## Clubes
| Club                      | País   | Años        |
| ------------------------- | ------ | ----------- |
| Real Sociedad             | España | 1992 - 1993 |
| Real Betis                | España | 1993 - 1994 |
| Club Polideportivo Mérida | España | 1994 - 1995 |
| SD Eibar                  | España | 1995 - 1998 |
| Rayo Vallecano            | España | 1998 - 1999 |
| Amurrio Club              | España | 1999 - 2001 |
| Zamora CF                 | España | 2001 - 2002 |
| UD Lanzarote              | España | 2002 - 2003 |
| Torredonjimeno CF         | España | 2003        |